# Bouza (Níger)
Bouza es una comuna o municipio del departamento de Bouza de la región de Tahoua, en Níger. En diciembre de 2012 presentaba una población censada de 101 445 habitantes.
Se encuentra situada en el centro-oeste del país, entre la frontera con Malí, al noroeste, y con Nigeria, al sur, y al noreste de la capital nacional, Niamey.